# Tom Eastwood
Thomas Hugh Eastwood (Hawley, 12 de março de 1922 – 25 de outubro de 1999) foi um compositor britânico.
Tom Eastwood foi educado em Eton e Trinity College, Universidade de Cambridge. Durante a Segunda Guerra Mundial foi ajudante-de-campo de seu pai, então governador de Gibraltar.
Ele primeiro estudou música na Turquia com Necil Akses, depois em Berlim e Londres com Boris Blacher e o professor Erwin Stein. As inspirações de Tom Eastwood incluíam o teatro grego e mais tarde na vida sua imaginação musical foi estimulada pelo folclore, história e música brasileiros. Sua música abrange temas contemporâneos, como o ativista ambiental assassinado, Chico Mendes. Ele ganhou um prêmio no Cheltenham Music Festival de 1949 por seu String Trio.
Tom Eastwood trabalhou para o British Council em Ancara e Berlim de 1947 a 1954, foi membro do Conselho da Sociedade para a Promoção da Música Nova de 1959 e fez parte do comitê executivo em 1959. Em 1969, escreveu uma ópera de televisão para o BBC, The Rebel.